# HESH탄
Hesh(High-explosive squash head) 또는 접착유탄(粘着榴彈)은 미국에서는 HEP(High-explosive plastic)라 불리는 폭탄이다.
- 영국의 전차가 주로 쓰는 탄. 실전투입은 걸프전때 챌린저1 전차가 사용했다.
- 플라스틱 작약이 목표에 명중하면 장갑에 달라 붙으며 포탄의 뒷부분의 신관이 작동해 폭발하여 장갑의 내부에 강력한 응력을 발생시킨다. 그때 장갑의 내벽부를 떨어져 나가게 하여 그 파편으로 내부를 파괴하는 일종의 대전차 탄.
하지만 이 탄의 경우 구세대~2세대 전차에게 꽤나 효과적이나 3세대부터의 복합장갑에게는 효과가 떨어진다. 그래서 지금은 대전차 용도로 별로 쓰이고 있지 않고 건물등을 공격할 때 많이 쓰인다.

## 자세한 설명
1. 개발역사

Hesh(High-explosive squash head)는 데니스톤 버니( Dennistoun Burney )박사에 의해 1940년대에 개발됐다. 원래의 목적은 대전차가 아니라 콘크리트를 상대하는 목적이였다.
Hesh가 2세대전차의 이하의 단일장갑에 꽤나 효과가 있는 것을 알고는 1960년대에 Hesh 탄두를 가진 대전차 유도 미사일( Anti-Tank guided missilse ) Malkara를 개발하기도 했다.
2.실전사용
Hesh의 첫 실전은 걸프전때 챌린저 1전차에 의해 이루어졌다. 이때 사용된 전차는 단일 장갑을 가진 2세대 이하였기 떼문에 300여대의 경장갑/전차를 격파하는등 꽤나 좋은 성능을 보여주었다.
이라크전때도 챌린저 2가 쓰는 Hesh에 의해 이라크 군의 전차 10 여대를 격파했다.
하지만 현 3세대 전차나 파편 방지대 또는 반응장갑을 장착한 전차에게는 대전차 성능이 꽤나 떨어지기 때문에 대인이나 대 콘크리트용으로 쓰이고 있다.
3. 원리
전차나 건물의 표면에 닿으면 플라스틱의 탄두가 표면에 넓게 퍼지고 포탄의 뒤에 있는 신관이 작동하며 호프킨 손 효과에 의해 장갑 내부에 강한 응력이 생기면서 장갑의 내표면이 떨어져 나가며 그 파편으로 인해 내부의 승무원이나 장비를 무력화 한다.
단일장갑은 이 충격을 어찌할 방법이 없기 때문에 맞으면 장갑이 어지간히 두껍지 않는한 죽는다 보면 된다.
복합장갑은 여러 가지 재질(산화 알루미늄이나 세라믹)으로 되어있어 충격이 이리저리 분산되어 별로 효과가 없다.
반응장갑은반응장갑이 폭발하며 Hesh가 장갑에 닿지 못하기 때문에 효과가 없다.
현대전장에서는 대전차용으로 써먹지는 못하지만 2세대가 주류인 중동에서는 아직 대전차탄의 위력을 발하고 있다.

## 나오는 게임
대표적으로 워썬더에 후반전차의 탄종중 하나로서 나온다. 경사장갑이나 소련의 Is-6에게 특히나 효과적이다.
월드오브탱크의 영국 극후반 티어의 골드탄으로 나온다.

## 참고 자료
- 네이버 영어사전 [깨진 링크(과거 내용 찾기)]
- 네이버 블로그